# 1–2 Port Wemyss

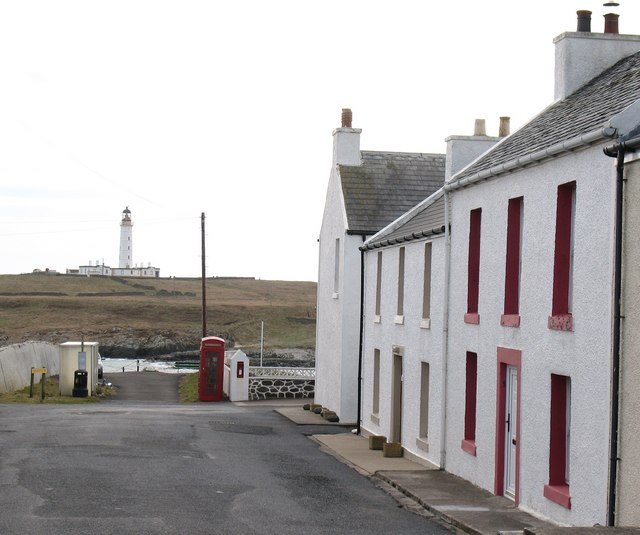
Die Gebäude 1–2 Port Wemyss sind auf der rechten Bildhälfte zu erkennen.

Unter der Adresse 1–2 Port Wemyss in der schottischen Stadt Port Wemyss auf der Hebrideninsel Islay befinden sich zwei Wohnhäuser. Die im Zentrum der Ortschaft gelegenen Gebäude wurden 1971 als Ensemble in die britischen Denkmallisten in der Kategorie B aufgenommen. Vereinzelt werden zur Spezifizierung der Gebäude auch die Hausnamen verwendet. Die sind im Süden beginnend: Mckinnon (Nr. 1) und Thomson (Nr. 2).

## Beschreibung
Die beiden Gebäude wurden in geschlossener Bauweise direkt an der Straße, die in nördlicher Richtung an der Schule vorbei zur A847 führt errichtet. Sie stammen aus den 1830er Jahren als Walter Frederick Campbell, der Laird von Islay, Port Wemyss als neue Plansiedlung anlegte. Das exakte Baudatum ist nicht überliefert. Die Gebäude sind in traditioneller Bauart gebaut. Beide besitzen zwei Stockwerke und schließen mit Satteldächern ab. Während das Dach von Haus Nr. 2 traditionell mit Schieferschindeln gedeckt ist, handelt es sich bei Haus Nr. 1 um Asbestschindeln. Die Gebäude besitzen unterschiedliche Giebelhöhen, wobei Haus Nr. 2 höher ist. Die Eingangstüren befinden sich jeweils mittig an den Vorderfronten und sind von jeweils fünf Sprossenfenstern symmetrisch umgeben. Die Fassaden sind in der traditionellen Harling-Technik verputzt.